# 東螺東堡
東螺東堡，是台灣中部自清治時期至日治初期的一個行政區劃，其範圍包括今彰化縣的二水鄉全部、溪州鄉東部、田中鎮西部、田尾鄉中西部及永靖鄉西南部一小塊地區。
東螺東堡西邊為東螺西堡，西北與二林下堡、二林上堡為界，北邊為武西堡、武東堡，東邊為沙連下堡，南隔濁水溪與沙連堡、斗六堡、溪洲堡相望。

## 管轄街庄
東螺東堡共轄18個庄：
- 今二水鄉境內：鼻仔頭庄、大坵園庄、二八水庄、過圳庄、十五庄
- 今溪州鄉境內：圳藔庄、西畔庄、下霸庄、過溪仔庄、下水埔庄
- 今田中鎮境內：內三塊厝庄、大新庄、外三塊厝庄
- 今田尾鄉境內：海豐崙庄、打簾庄、田尾庄、饒平厝庄
- 今永靖鄉境內：獨鰲庄